# Шовское
Шо́вское — село Лебедянского района Липецкой области. Центр Шовского сельсовета.
Селение возникло в середине XVII века. Упоминается в документах 1678 года.

## Население
| 2010 |
| ---- |
| 272  |

## В Шовском родились
- Преподобный Силуан Афонский (1866 г.)
- Герой Советского Союза В. П. Газин (1920 г.)

## Достопримечательности
Храм Рождества Христова (постройки 1865 г.), в котором крестили будущего Преподобного Силуана Афонского
Деревянный усадебный дом помещиков Дурасовых. (сер. XIX в.) [2]
Дом-музей Преподобного Силуана Афонского.